# Чиказький марафон
Чиказький марафон (англ. Chicago Marathon; повна назва англ. Bank of America Chicago Marathon) — щорічний марафонський забіг, що проводиться в місті Чикаго, США щорічно з 1977 року. Чиказький марафон був одним з найстарших членів Асоціації міжнародних марафонів і пробігів (AIMS). В 2006 вийшов із AIMS і увійшов в нову лігу із на той час п'яти марафонів World Marathon Majors. Також Чиказький марафон має золотий лейбл ІААФ.
Bank of America є спонсором марафону з 2009 року; до того спонсором був LaSalle Bank.
Чотири разу за всю історію марафону були встановлені світові рекорди: двічі у чоловіків і двічі у жінок.
За історію було чотири летальні випадки Чиказького марафону, вони сталися впродовж 1998—2007 років. Згідно зі статистикою на 50 тис. учасників приходиться один випадок смерті [джерело?].
2023 року учасниками забігу стали понад 48 тисяч осіб.

## Переможці
| 1977 | Ден Клутер США                   | 2:17.52       | Дороті Дуліттл США            | 2:50.47       |               |
| 1978 | Марк Стенфорт США                | 2:19.20       | Ліней Ларсон США              | 2:59.25       |               |
| 1979 | Ден Клутер США                   | 2:23.20       | Лора Міхалек США              | 3:15.45       |               |
| 1980 | Френк Річардсон США              | 2:14.04       | Сью Петерсен США              | 2:45.03       |               |
| 1981 | Філ Коппесс США                  | 2:16.13       | Тіна Ганді США                | 2:49.39       |               |
| 1982 | Грег Меєр США                    | 2:10.59       | Ненсі Конц США                | 2:33.23       |               |
| 1983 | Джозеф Нзау Кенія                | 2:09.44       | Роза Мота Португалія          | 2:31.12       |               |
| 1984 | Стів Джонс Велика Британія       | 2:08.05 WB    | Роза Мота Португалія          | 2:26.01       |               |
| 1985 | Стів Джонс Велика Британія       | 2:07.13       | Джоан Бенуа США               | 2:21.21       |               |
| 1986 | Секо Тосіхіко Японія             | 2:08.27       | Інгрід Крістіансен Норвегія   | 2:27.08       |               |
| 1987 | не проводився                    | не проводився | не проводився                 | не проводився | не проводився |
| 1988 | Алехандро Крус Мексика           | 2:08.57       | Лайза Райнсбергер США         | 2:29.17       |               |
| 1989 | Пол Девіс-Гейл Велика Британія   | 2:11.25       | Лайза Райнсбергер США         | 2:28.15       |               |
| 1990 | Мартін Пітайо Мексика            | 2:09.41       | Аурора Кунья Португалія       | 2:30.11       |               |
| 1991 | Жозеїлду Роша Бразилія           | 2:14.33       | Мідде Гамрін Швеція           | 2:36.21       |               |
| 1992 | Жозе Сезар ді Соуза Бразилія     | 2:16.14       | Лінда Сомерс США              | 2:37.41       |               |
| 1993 | Луїс Антоніу дус Сантус Бразилія | 2:13.14       | Рітва Леметтінен Фінляндія    | 2:33.18       |               |
| 1994 | Луїс Антоніу дус Сантус Бразилія | 2:11.16       | Крісті Джонстон США           | 2:31.34       |               |
| 1995 | Імонн Мартін Велика Британія     | 2:11.18       | Рітва Леметтінен Фінляндія    | 2:28.27       |               |
| 1996 | Пол Еванс Велика Британія        | 2:08.52       | Меріен Саттон Велика Британія | 2:30.41       |               |
| 1997 | Халід Ханнуші Марокко            | 2:07.10       | Меріен Саттон Велика Британія | 2:29.03       |               |
| 1998 | Ондоро Осоро Кенія               | 2:06.54       | Джойс Чепчумба Кенія          | 2:23.57       |               |
| 1999 | Халід Ханнуші Марокко            | 2:05.42 WB    | Джойс Чепчумба Кенія          | 2:25.59       |               |
| 2000 | Халід Ханнуші США                | 2:07.01       | Кетрін Ндереба Кенія          | 2:21.33       |               |
| 2001 | Бен Кімондіу Кенія               | 2:08.52       | Кетрін Ндереба Кенія          | 2:18.47 WB    | [ 2 ]         |
| 2002 | Халід Ханнуші США                | 2:05.56       | Пола Редкліфф Велика Британія | 2:17.18 WB    | [ 3 ]         |
| 2003 | Еванс Рутто Кенія                | 2:05.50       | Світлана Захарова Росія       | 2:23.07       |               |
| 2004 | Еванс Рутто Кенія                | 2:06.16       | Константіна Діце Румунія      | 2:23.45       |               |
| 2005 | Фелікс Лімо Кенія                | 2:07.02       | Діна Кастор США               | 2:21.25       |               |
| 2006 | Роберт Кіпкоеч Черуйот Кенія     | 2:07.35       | Берхане Адере Ефіопія         | 2:20.42       |               |
| 2007 | Патрік Івуті Кенія               | 2:11.11       | Берхане Адере Ефіопія         | 2:33.49       |               |
| 2008 | Еванс Черуйот Кенія              | 2:06.25       | Лідія Григор'єва Росія        | 2:27.17       |               |
| 2009 | Семюел Ванджиру Кенія            | 2:05.41       | Ірина Микитенко Німеччина     | 2:26.31       |               |
| 2010 | Семюел Ванджиру Кенія            | 2:06.23       | Ацеде Байса Ефіопія           | 2:23.40       |               |
| 2011 | Мозес Мозоп Кенія                | 2:05.37       | Еджегаєгу Дібаба Ефіопія      | 2:22.09       |               |
| 2012 | Цегає Кебеде Ефіопія             | 2:04.38       | Ацеде Байса Ефіопія           | 2:22.03       |               |
| 2013 | Денніс Кіметто Кенія             | 2:03.45       | Ріта Джепту Кенія             | 2:19.57       |               |
| 2014 | Еліуд Кіпчоґе Кенія              | 2:04.11       | Маре Дібаба Ефіопія           | 2:25.37       |               |
| 2015 | Діксон Чумба Кенія               | 2:09.25       | Флоренс Кіплагат Кенія        | 2:23.33       |               |
| 2016 | Абель Кіруї Кенія                | 2:11.23       | Флоренс Кіплагат Кенія        | 2:21.32       |               |
| 2017 | Гален Рапп США                   | 2:09.20       | Тірунеш Дібаба Ефіопія        | 2:18.31       |               |
| 2018 | Мо Фара Велика Британія          | 2:05.11       | Бріджід Косгеї Кенія          | 2:18.35       |               |
| 2019 | Лоуренс Чероно Кенія             | 2:05.45       | Бріджід Косгеї Кенія          | 2:14.04 WR    | [ 4 ]         |
| 2020 | не проводився                    | не проводився | не проводився                 | не проводився | не проводився |
| 2021 | Сейфу Тура Ефіопія               | 2:06.12       | Рут Чепнгетіч Кенія           | 2:22.31       |               |
| 2022 | Бенсон Кіпруто Кенія             | 2:04.24       | Рут Чепнгетіч Кенія           | 2:14.18       |               |
| 2023 | Келвін Кіптум Кенія              | 2:00.35 WR    | Сіфан Гассан Нідерланди       | 2:13.44       | [ 5 ]         |
| 2024 | Джон Корір Кенія                 | 2:02.43       | Рут Чепнгетіч Кенія           | 2:09.56 WR    | [ 6 ]         |